# Budatelke község
Budatelke község (románul: Comuna Budești) község Beszterce-Naszód megyében, Romániában. Központja Budatelke, beosztott falvai Kiscég, Nagycég, Szénásbudatelke.

## Népessége
A 2011-es népszámlálás adatai alapján a község népessége 1856 fő volt.